# Paramount Global
 (послује као Paramount) амерички је међународни конгломерат мас-медија и забаве којим управља National Amusements. Основан је 4. децембра 2019. као ViacomCBS Inc. након што су се спојили CBS Corporation и Viacom. У фебруару 2022. године, током презентације, предузеће је најавило промену назива у Paramount Global.
Главна својства предузећа чине истоимени филмски и телевизијски студио Paramount Pictures, CBS Entertainment Group (које чине телевизијске мреже CBS и The CW), телевизијске станице и остало), медијске мреже (укључујући MTV, Nickelodeon, BET, Comedy Central, VH1, CMT, Paramount Network и Showtime) и стриминг услуге (укључујући Paramount+, Showtime OTT и Pluto TV). Такође има наменско одељење које управља међународним ТВ мрежама, укључујући аргентински Telefe, британски Channel 5 и 30% удела у италијанском студију Rainbow S.p.A.
Од 2019. године предузеће управља преко 170 мрежа и достиже приближно 700 милиона претплатника у 180 земаља.